# Wil Albeda
Dr. Willem Albeda (ur. 13 czerwca 1925 w Rotterdamie, zm. 6 maja 2014 w Maastricht) – holenderski polityk i ekonomista.

## Lata młodości i edukacja
Syn Frederika Albeda i Jansje de Vries, brat Minny Luimstry-Albedy. W latach 1946–1950 studiował ekonomię na uniwersytecie Erazma w Rotterdamie. W 1957 uzyskał doktorat z ekonomii na Vrije Universiteit Amsterdam.

## Praca
Od 1943 do marca 1945 pracował w obozie pracy w Oberhausen. Podczas nalotów został aresztowany. Od marca do maja 1945 pracował jako tłumacz armii alianckiej. Jeszcze w tym samym roku pracował w De Nederlandsche Bank. W latach 1948–1951 pracował w niepełnym wymiarze czasowym na Nederlands Economisch Instituut (pol. Holenderski Instytut Ekonomiczny). Następnie od 1 stycznia 1951 do 1 stycznia 1960 był doradcą ekonomicznym Nederlandse Christelijke Bond van Werknemers in Hout en Bouw. Od 1 listopada 1961 do 1 września 1966 pracował jako sekretarz ds. zagranicznych, społeczno-gospodarczych i edukacji w Christelijk Nationaal Vakverbond (pol. Krajowy Związek Zawodowy Chrześcijan). Od 1966 do grudnia 1977 był redaktorem gazety „Antirevolutionaire Staatkunde”. Od 1 września 1966 do 19 grudnia 1977 był profesorem polityki społeczno-gospodarczej uniwersytetu Erazma w Rotterdamie. Od 1 sierpnia 1982 do 1 września 1985 pełnił funkcję profesora nadzwyczajnego polityki społeczno-gospodarczej Maastricht University, jednocześnie do 1983 zajmując stanowisko dziekana ekonomii tej uczelni. Od 1 maja 1990 do 1 kwietnia 1993 był profesorem polityki społeczno-gospodarczej uniwersytetu w Utrechcie. Od października 2002 był członkiem rady powierniczej fundacji Pima Fortuyna.

## Kariera polityczna
Od 20 września 1966 do 19 grudnia 1977 zasiadał w Eerste Kamer. Od 18 czerwca 1973 do 10 czerwca 1977 był przewodniczącym Partii Antyrewolucyjnej. Od 19 grudnia 1977 do 11 września 1981 pełnił funkcję ministra spraw społecznych. Od 30 czerwca 1981 do 13 września 1983 ponownie był członkiem Eerste Kamer. W 1985 został mianowany prezesem Wetenschappelijke Raad voor het Regeringsbeleid (Rady Naukowej ds. Polityki Rządowej). Na tym stanowisku pozostawał do 1 czerwca 1990. Do 11 października 1980 należał do Partii Antyrewolucyjnej, a od 11 października 1980 był członkiem Apelu Chrześcijańsko-Demokratycznego.

## Życie prywatne
2 października 1952 w Rotterdamie wziął ślub z Joke van der Wilde, z którą miał 4 synów.

## Śmierć
Zmarł 6 maja 2014 w Maastricht. O śmierci Albedy poinformował na Twitterze jego syn, Hein.

## Literatura dodatkowa
- Wil Albeda: Ik en de verzorgingsstaat: herinneringen van Wil Albeda. Amsterdam: Boom, 2004. ISBN 978-90-8506-027-7. (niderl.). Brak numerów stron w książce
- Paul den Hoed, Anne-Greet Keizer, Jan Buevink: Op steenworp afstand: op de brug tussen wetenschap en politiek. WRR 35 jaar. Amsterdam: Amsterdam University Press, 2007, s. 445, 453, 458, 466, 473. ISBN 978-90-5356-4455. (niderl.).
- Huub Dijstelbloem, Pauline Meurs, Erik Schrijvers: Maatschappelijke dienstverlening: Een onderzoek naar vijf sectoren. Amsterdam: Amsterdam University Press, 2004, s. 199, seria: WRR verkenningen. ISBN 90-5356-732-1. (niderl.).